# Marta Dobrowolska
Marta Dobrowolska (ur. 29 stycznia 1989) – polska koszykarka występująca na pozycjach niskiej lub silnej skrzydłowej, młodzieżowa reprezentantka Polski.

## Osiągnięcia
Stan na 27 lipca 2020, na podstawie, o ile nie zaznaczono inaczej.
Drużynowe
- Wicemistrzyni I ligi (2014, 2015)
- Finalistka:
  - superpucharu Polski (2009)
  - pucharu Polski (2009)

Indywidualne
(* – nagrody przyznane przez portal eurobasket.com)
- Zaliczona do:
  - II składu I ligi polskiej (2015)*
  - składu honorable mention I ligi polskiej (2013)*
- Liderka:
  - strzelczyń mistrzostw Polski juniorek starszych (2008)
  - w skuteczności rzutów wolnych I ligi (2013)